# Hermansburcht
De Hermansburcht (Ests:Hermanni linnus) ook wel bekend als het Kasteel van Narva is een middeleeuws kasteel in de Estse stad Narva. Het kasteel is het meest intacte middeleeuwse kasteel in Estland. Het hoogste punt is de 51 meter hoge toren. Het kasteel werd in de 13e eeuw gebouwd door de Denen. Het kasteel was zwaar beschadigd in de Tweede Wereldoorlog, maar restauratiewerk in de jaren zeventig en tachtig heeft het grotendeels teruggebracht naar zijn originele staat. Het kasteel is nu een museum over de geschiedenis van Narva en word, samen met de Kunstgalerie, beheert door het Narva-museum.
Hermansburcht · Kunstgalerie